# یعقوب‌کوی (مرزیفون)
یعقوب‌کوی (به ترکی استانبولی: Yakupköy) یک منطقهٔ مسکونی در ترکیه است که در مرزیفون واقع شده‌است.